# 生物医薬基地駅
座標: 北緯39度41分5.35秒 東経116度18分56.18秒 / 北緯39.6848194度 東経116.3156056度
生物医薬基地駅（せいぶついやくきちえき）とは中華人民共和国北京市大興区に位置する北京地下鉄大興線の駅である。計画時の名称は韓園子駅であった。

## 駅構造

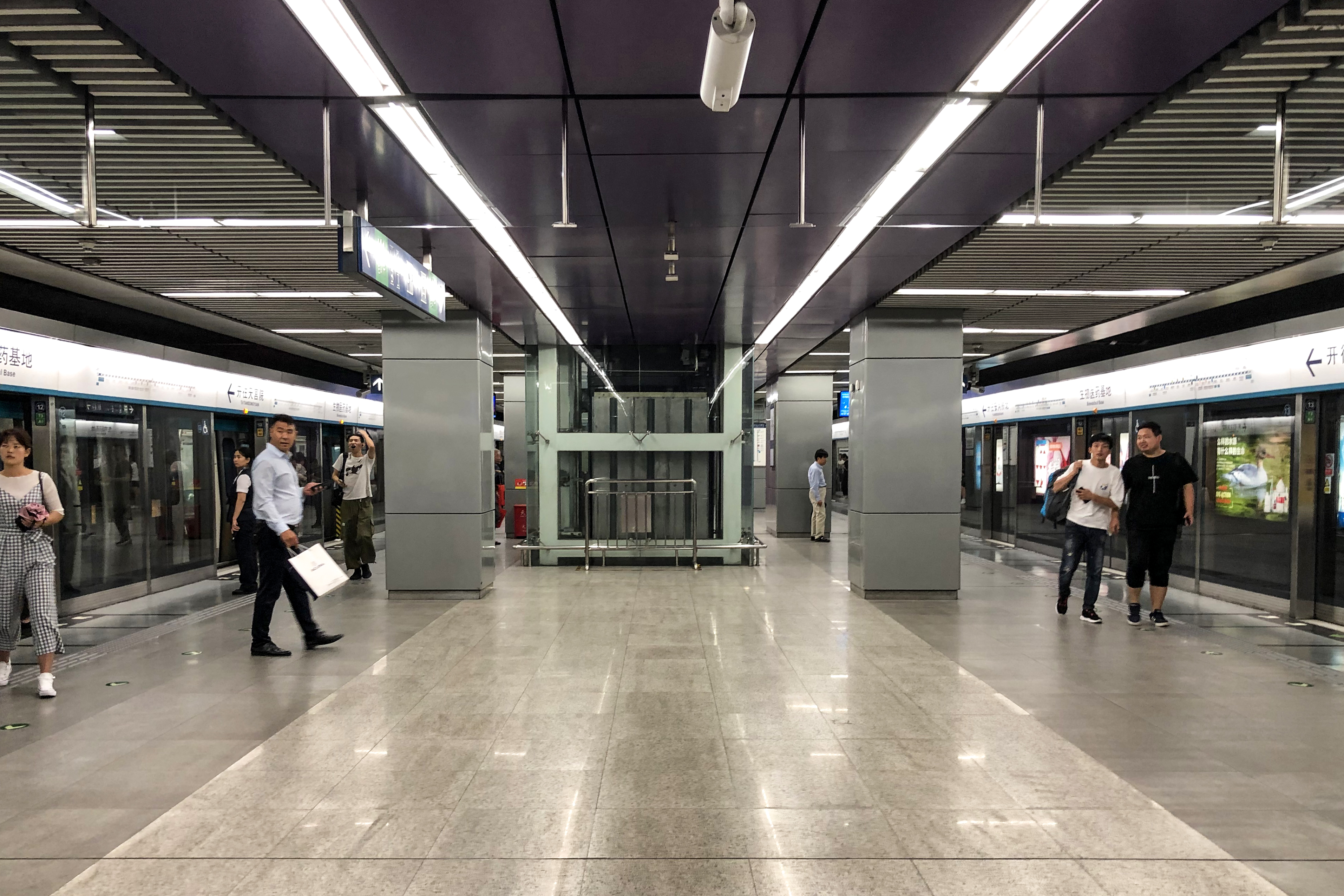
ホーム

島式ホーム1面2線を有する地下駅。

## 歴史
- 2010年12月30日 - 開業。

## 隣の駅
北京地下鉄
■大興線
義和荘駅 - 生物医薬基地駅 - 天宮院駅